# Michael Turnheim
Michael Turnheim (né le 22 octobre 1946 à Vienne, mort le 27 novembre 2009 à Paris) est un psychanalyste et universitaire autrichien, qui a exercé à Paris et à Vienne.

## Biographie
Turnheim a complété une formation psychanalytique avec Jacques Lacan, dont il a traduit le séminaire « Les psychoses ». Il devient membre de l'École de la cause freudienne en 1981, puis est membre d'Aleph, de 1999 à 2007. Il a travaillé à Vienne et à Paris en tant que psychanalyste et que médecin, spécialiste en neurologie et en psychiatrie. Il a donné des conférences sur Freud, Lacan et Derrida à la faculté de médecine de l'université de Vienne où il est privat-dozent à partir de 1992, puis il est nommé professeur d'université en 2009. Turnheim dirigeait une clinique de jour pour les enfants psychotiques et autistes. Il diffuse les écrits cliniques du psychanalyste Herbert Silberer et autopublie ou publie de nombreux titres à propos des questions historiques de la psychanalyse.

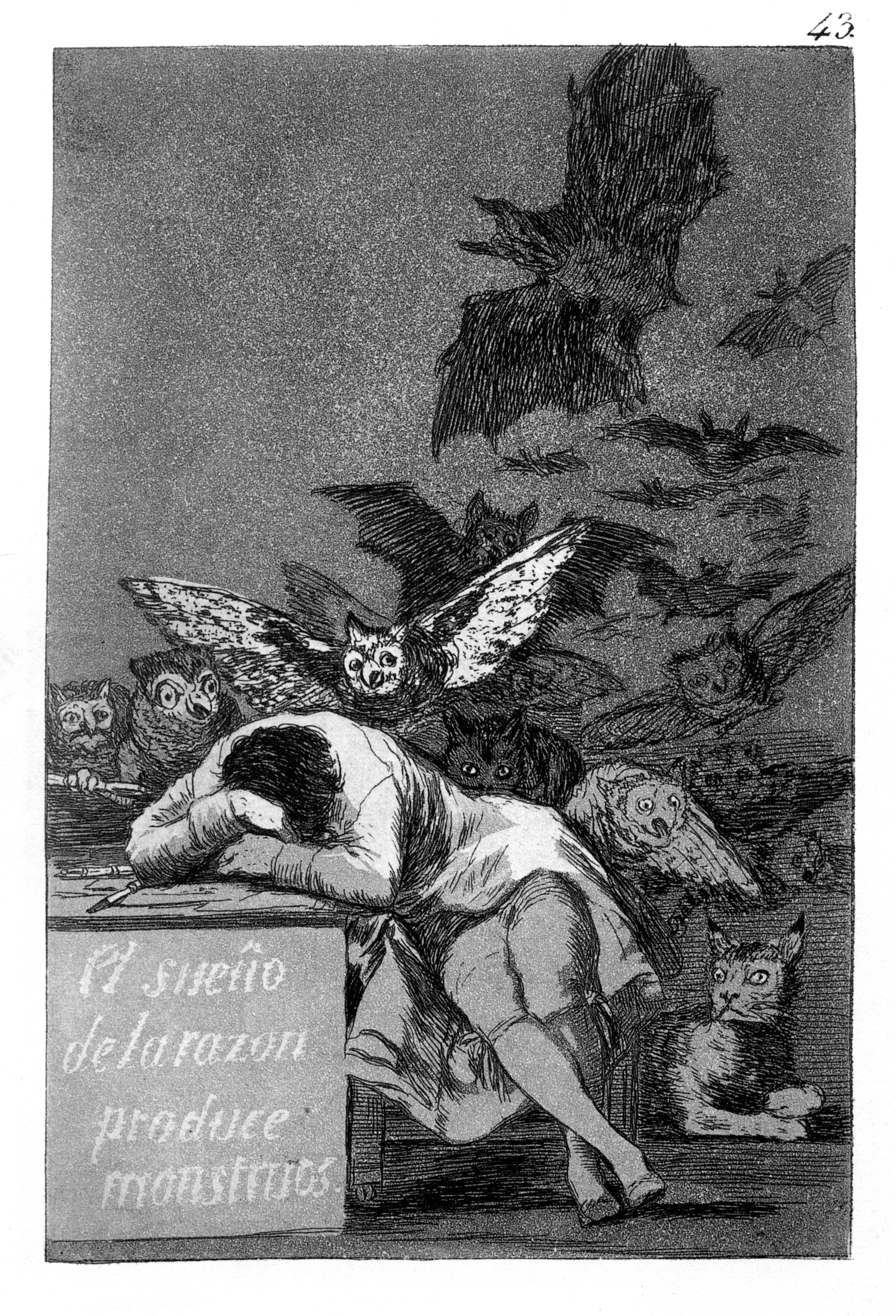
Le tableau de Goya El sueño de la razón produce monstruos

Le titre du livre Dormir avec la raison (en allemand, Mit der Vernunft schlafen) fait référence à un tableau de Goya. Un important travail de renouveau de la psychanalyse est important pour son travail. Il refuse d'établir quelque chose d'absolu et prend toujours une position critique.
Dans le cas de l'autisme, il travaille sur la violence de la langue, sur les dessins et la thérapie par la peinture

## Publications
- Freud et les autres: essais sur l'histoire de la psychanalyse. Essais psychanalytiques I, Turia + Kant, Vienne 1993.  (ISBN 3-85132-041-7)
- Rencontre et diffusion : Essais psychanalytiques II, Turia + Kant, Vienne 1995.
- L'autre dans le même, Klett-Cotta, Stuttgart 1999.  (ISBN 3-608-94176-2)
- L'échec de la surface. Autisme, psychose, biopolitique, Diaphanes, Zurich / Berlin 2005.  (ISBN 3-935300-71-9)
- Dormir avec la raison, Diaphanes, Zurich / Berlin 2009.  (ISBN 978-3-03734-067-7)
- Jenseits der Trauer / Au-delà du deuil: Michael Turnheim. Lire la psychanalyse autrement / Psychoanalyse anders lesen. Éds. Marcus Coelen, Franz Kaltenbeck, Dian Turnheim, avec les contributions de: Michel, Bousseyroux, Francis Capron, Marcus Coelen, Joseph Cohen, Hubert Damisch, Klaus Ebner, Susanne Gottlob, Stéphane Habib, Olaf Knellessen, Eva Laquièze-Waniek, Claude Léger, René Major, Regula Schindler, Michael Meyer zum Wischen, Diaphanes, Zurich 2013.